# ランダル・マクドネル (初代アントリム侯爵、1749-1791)
初代アントリム侯爵ランダル・ウィリアム・マクドネル（英語: Randal William MacDonnell, 1st Marquess of Antrim KB PC (Ire)、1749年11月4日 – 1791年7月29日）は、アイルランド王国の貴族、政治家。

## 生涯
第5代アントリム伯爵アレクサンダー・マクドネルと2人目の妻アン・プランケット（Anne Plunkett、1755年1月15日没、チャールズ・パトリック・プランケットの娘）の息子として、1749年11月4日に生まれた。
1768年から1775年までアントリム・カウンティ選挙区の代表としてアイルランド庶民院議員を務め、1775年10月13日に父が死去するとアントリム伯爵の爵位を継承、1776年3月13日にアイルランド貴族院議員に就任した。また、1771年にアントリム県長官を務め、1786年にはアイルランド枢密院の枢密顧問官に任命された。1779年から1781年までフリーメイソンの一員としてアイルランド・グランドロッジのグランドマスターを務めた。
1779年5月5日、バス勲章を授与された。1783年2月5日に聖パトリック勲章が創設されたときに授与を打診されたが、バス勲章の放棄を拒否したため、3月8日に聖パトリック勲章の授与を辞退した。
1785年6月19日、アイルランド貴族のダンルース子爵とアントリム伯爵（父から継承したアントリム伯爵の爵位は男系子孫にしか継承できなかったが、1785年に創設されたアントリム伯爵の爵位はランダルの娘アン・キャサリンとシャーロット、および2人の男系子孫が継承できる特別残余権（special remainder）がある）に叙され、1789年8月18日にアントリム侯爵（1785年の叙爵と違い、アントリム侯爵の爵位に特別残余権はない）に叙された。
1791年7月29日にダブリンで死去、男子をもうけなかったためアントリム侯爵と1620年に創設されたアントリム伯爵の爵位は断絶したが、1785年に創設されたアントリム伯爵の爵位は長女アン・キャサリンが継承した。

## 家族
1774年7月3日、レティシア・モレス（Letitia Morres、1801年12月7日没、初代マウントモレス子爵ハーヴィー・モレスの娘）と結婚、3女をもうけた。
- アン・キャサリン（1778年2月11日 – 1834年6月30日） - 第2代アントリム女伯爵。子供あり
- レティシア・サラ（1778年2月11日 – 1834年以前）
- シャーロット（1779年8月12日 – 1835年10月26日） - 第3代アントリム女伯爵。子供あり